# Microbotryum silenes-inflatae
Microbotryum silenes-inflatae är en svampart som först beskrevs av DC. ex Liro, och fick sitt nu gällande namn av G. Deml & Oberw. 1982. Microbotryum silenes-inflatae ingår i släktet Microbotryum och familjen Microbotryaceae.   Inga underarter finns listade i Catalogue of Life.